# Massaker von Tulsa
Koordinaten: 36° 9′ 33,8″ N, 95° 59′ 11″ W

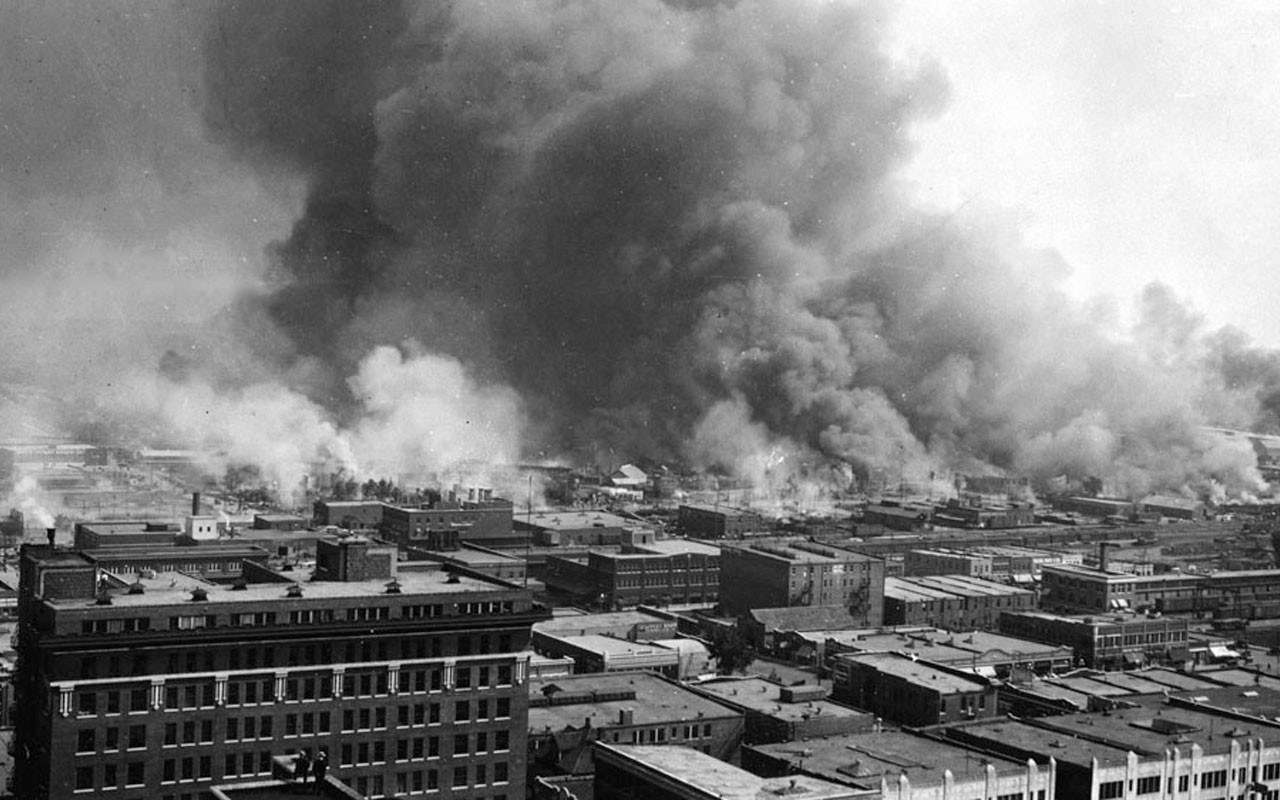
Brände während des Massakers am 1. Juni 1921

Das Massaker von Tulsa, Oklahoma, vom 31. Mai und 1. Juni 1921, auch als Tulsa Race Massacre, Massaker von Greenwood oder Black Wall Street Massacre bekannt, zählt zu den verheerendsten Rassenunruhen in den Vereinigten Staaten. Bei diesem Massaker starben nach späteren Schätzungen des Bundesstaats bis zu 300 Menschen. Das von Afroamerikanern bewohnte Stadtviertel Greenwood von Tulsa wurde weitgehend zerstört.
Der Auslöser war ein umstrittener Bericht in der Tulsa Tribune, der in den Zeitungsarchiven nicht erhalten ist, über einen angeblichen Vergewaltigungsversuch eines schwarzen jungen Mannes an einem weißen Mädchen. Nachdem einige Schwarze Tulsas sich bewaffnet hatten, um weiße Lynchjustiz zu verhindern, kam es vor dem Courthouse zu einer Konfrontation. Zum Teil mit Unterstützung der Stadtverwaltung Tulsas bildete sich ein weißer Lynchmob und setzte Greenwood in Brand. Die später hinzugerufene Nationalgarde beruhigte die Situation, nahm aber nur schwarze Bürger von Tulsa fest und hielt sie in drei provisorischen Internierungslagern gefangen.
Das Schicksal der Schwarzen aus Tulsa war bald danach vergessen. Erst 1997 richtete die Oklahoma Legislature, das Staatsparlament von Oklahoma, einen Untersuchungsausschuss zu dem Ereignis ein. Dieser konnte die genaue Opferzahl zwar nicht feststellen, erkannte die Morde und Zerstörungen in einem Gesetz aber als Unrecht an und stellte Gelder für symbolische Wiedergutmachungsmaßnahmen zur Verfügung.

## Ausgangslage
In den Südstaaten und im südlichen Mittleren Westen, zu dem Oklahoma gezählt wird, herrschte 1921 die Rassentrennung durch Jim-Crow-Gesetze. Lynchjustiz gegen Afroamerikaner war dort damals noch weit verbreitet und in Oklahoma insbesondere ab dem Jahr 1900 ein Ausdruck rassistischer Gewalt. Während die Opfer der Lynchjustiz zuvor meist weiße Viehdiebe gewesen waren, traf es danach überwiegend Schwarze.
1917 kam es zu Unruhen im Dewey County. Bei Unruhen im gleichen Jahr in East St. Louis im Mittleren Westen entwaffneten Polizisten Afroamerikaner und erschossen sie sofort danach. Am 28. August 1920 wurde der weiße Mordverdächtige Roy Belton von bewaffneten Männern aus dem Gefängnis im Tulsa Courthouse verschleppt, wobei der Sheriff keinen Widerstand leistete, und etwas außerhalb der Stadt an einem Telefonmast erhängt. Nur einen Tag später, und in einer Art Wettstreit mit Tulsa, entführten mehrere Männer in Oklahoma City den afroamerikanischen Mordverdächtigen Claude Chandler aus dem Gefängnis, worauf sich an die tausend Schwarze bewaffneten und versammelten. Nach Verhandlungen mit dem Bürgermeister erhielten sie die Erlaubnis, Chandler zu suchen, wenn sie ihre Waffen abgaben. Chandler wurde am nächsten Tag erhängt aufgefunden.
Diese Ereignisse führten dazu, dass die Afroamerikaner der Polizei und der Justiz, die sie gegenüber Weißen ungleich behandelte, zunehmend misstrauten – nicht zuletzt da die schwarze Presse, wie zum Beispiel die Wochenzeitung Black Dispatch in Oklahoma City und der Tulsa Star (seit dem Massaker Oklahoma Eagle) in Tulsa, diese Fälle genau beobachtete und kommentierte. Der Herausgeber des Tulsa Star, A. J. Smitherman, griff in Kommentaren sogar die schwarze Gemeinde Oklahoma Citys an: Sie habe zur Rettung Chandlers zu wenig unternommen und sich zu passiv verhalten. Der Tulsa Star drängte die Afroamerikaner dazu, sich bei entsprechender Bedrohungslage zum Selbstschutz und zur Verteidigung der Gesetzeshoheit zu bewaffnen und dabei keine Konfrontation mit der Polizei zu scheuen. Die Debatte zwischen dem Black Dispatch und dem Tulsa Star spiegelte das Meinungsbild in der schwarzen Gemeinde Oklahomas wider, die über die Frage zerstritten war, inwieweit Widerstand gegen die Polizei legitim sei.
Greenwood war ein afroamerikanisches Wohn- und Geschäftsviertel in Tulsa mit knapp 10.000 Einwohnern. Die Bezeichnung als Negro Wall Street oder Black Wall Street im positiven Sinn kam erst in neuerer Zeit auf und übertreibt laut dem Historiker John Hope Franklin die wirtschaftliche, aber nicht die gesellschaftliche Bedeutung dieses Ortes. Die weißen Tulsaner nannten Greenwood gelegentlich so, meinten es aber eher abfällig. Zeitgenössisch überliefert ist die Bezeichnung in einem einzigen Buch aus den 1920er Jahren, findet sich aber in keinem der zahlreichen Zeitungsartikel, die nach dem Massaker erschienen. Die Bewohner Greenwoods selbst nannten ihr Viertel häufig Dreamland nach einem dortigen Theater oder auch Little Africa.
Greenwood war größtenteils autark und hatte ein eigenes Schulsystem, eine Bibliothek, Kirchen, ein Krankenhaus, eine Sparkasse, eine Postfiliale, zwei Kinos, drei Hotels, Bekleidungs-, Juwelen- und Lebensmittelgeschäfte, öffentlichen Nahverkehr, Apotheken und zwei Zeitungen. Die Schwarzen dort lebten in relativer Freiheit und viele der Bewohner, die Kriegsveteranen waren oder anderweitig Auslandserfahrungen gesammelt hatten, diskutierten über die Gleichberechtigung der Rassen in Amerika. Die Lebendigkeit und der Stolz der Gemeinde Greenwoods basierten auch auf der Geschichte Oklahomas, das als ursprüngliches Indianer-Territorium nach dem Amerikanischen Bürgerkrieg von vielen befreiten Sklaven besiedelt worden war. Zum einen hatte sie das Versprechen preisgünstigen Landes gelockt, zum anderen hatte hier nicht der institutionelle Rassismus der Plantagenwirtschaften des Alten Südens dominiert.
Die wirtschaftliche Prosperität Greenwoods, das resolute Selbstbewusstsein seiner Bewohner und ihrer Zeitungen sowie die seit dem Eintritt Amerikas in den Ersten Weltkrieg und mit der Harlem Renaissance lauter werdenden Rufe der Afroamerikaner nach einem Ende der Rassentrennung verunsicherten die weißen Tulsaner zunehmend. So hatten Schwarze aus Oklahoma während der 1910er Jahre in zwei Fällen vor dem Obersten Gerichtshof der Vereinigten Staaten erfolgreich ihre Gleichbehandlung eingeklagt, wovon einer die Segregation im Eisenbahnverkehr betraf. Während Woodrow Wilson im Verlaufe des Ersten Weltkriegs mit seiner Rhetorik von der weltweiten moralischen Vorbildfunktion Amerikas als Demokratie die Afroamerikaner dazu veranlasst hatte, in naher Zukunft eine neue Reconstruction zu erwarten, hatten viele weiße Südstaatler das Ziel, die Unterdrückung der Schwarzen durch Rassentrennung und Jim-Crow-Gesetze wieder im vollen Umfang herzustellen. Die lokale Situation verschärfend kam hinzu, dass Tulsa einen schlechten Ruf wegen seiner Kriminalität und Gewalt hatte, die in Oklahoma als jungem Bundesstaat insgesamt in den Zeiten der Prohibition auf fruchtbaren Boden stieß. Im Mai 1921 veröffentlichte die Tulsa Tribune, die für striktes Law and Order eintrat, mehrere Artikel, in denen sie die schwarze Gemeinde für die hohe Kriminalitätsrate verantwortlich machte.

## Ablauf

### Auslöser und Beginn der Ausschreitungen
Auslöser des Massakers war eine Meldung der Tulsa Tribune am 31. Mai 1921, wonach der afroamerikanische Lieferjunge Dick Rowland die 17-jährige weiße Aufzugführerin Sarah Page attackiert und ihr die Kleidung zerrissen haben soll. Was genau die Tulsa Tribune jenseits dieser Meldung berichtete, ist heute nicht mehr feststellbar. In den Archiven sind mit Absicht ganze Sonderausgaben und die Editorials vernichtet worden. Zeitzeugen berichteten, dass die Zeitung einen nächtlichen Lynchmord an Rowland ankündigte.
Was tatsächlich im Aufzug passiert war, konnte nie geklärt werden und Beweise für ein Verbrechen wurden nie erbracht. Rowland wurde erst am folgenden Tag verhaftet und im ursprünglichen Polizeibericht wurde kein Opfer namentlich genannt. Wie bei vielen Fällen von Lynchjustiz zuvor war auch hier der Auslöser der angebliche sexuelle Übergriff eines Schwarzen auf eine Weiße. Nach Angaben der Oklahoma Commission to Study the Tulsa Race Riot of 1921 scheint es am wahrscheinlichsten, dass Rowland beim Einstieg in den Aufzug gestolpert sei und Page am Arm fasste, worauf sie schrie; auch die Möglichkeit einer freundschaftlichen oder intimen Beziehung, die im Gegensatz zu allen örtlichen Moralstandards stand, wurde schon damals diskutiert.
Knapp drei Stunden nach Erscheinen dieser nachmittäglichen Zeitungsausgabe begannen sich gegen Abend Weiße vor dem Courthouse, in dem Rowland inhaftiert war, zu versammeln. Bis 21:00 Uhr war die Menge auf 400 Personen angewachsen. Gleichzeitig begannen Afroamerikaner, sich in der Greenwood Avenue zu versammeln, da sie Lynchjustiz, wie im Jahr zuvor bei Roy Belton geschehen, befürchteten. Ob Sheriff McCullough zur Verteidigung des Gerichtsgebäudes am Abend des 31. Mai möglicherweise Unterstützung von afroamerikanischer Seite anforderte, ist nicht geklärt. Gesichert ist, dass gegen 21:30 Uhr knapp 30 bewaffnete Schwarze am Courthouse eintrafen und dem Sheriff ihre Hilfe anboten. Als Polizeikräfte sie davon überzeugen konnten, dass Rowland in Sicherheit sei, verließen sie den Platz vor dem Gerichtsgebäude wieder. Auch Major James A. Bell, dem Führer der lokalen Nationalgarde, wurde auf Nachfrage durch den Sheriff und Polizeichef John Gustafson zugesichert, dass keine Hilfe benötigt werde. Kurz darauf stellte Bell allerdings fest, dass sich vor dem Arsenal der Nationalgarde eine größere Menge von Weißen versammelt hatte, die Zutritt forderten, um sich zu bewaffnen. Mit gezogenen Pistolen konnten er und einige andere Gardisten die Erstürmung des Waffenlagers verhindern und die Menge zerstreuen.
Gegen 22:30 Uhr, als wieder ein Trupp bewaffneter Afroamerikaner von 50 bis 75 Mann vor dem Courthouse erschien, waren dort bereits an die 2000 Weiße versammelt. Erneut lehnte die Polizei ihre Unterstützung ab. Als der Trupp umkehren wollte, forderte laut einem Augenzeugen ein weißer Mann einen schwarzen Kriegsveteranen dazu auf, ihm seinen Armeerevolver zu übergeben, und wurde handgreiflich, nachdem dieser abgelehnt hatte. Dabei löste sich ein Schuss und es kam zu einer Schießerei zwischen Weißen und Afroamerikanern. Dieser Moment stellte gemäß Aussage McCulloughs den Beginn des Massakers dar. Aufgrund seiner Überzahl gelang es dem weißen Lynchmob schnell, den bewaffneten Trupp in den Stadtteil Greenwood zurückzuwerfen. Ein Ambulanzdienst, der versuchte, einen verwundeten Schwarzen zu versorgen, wurde vom weißen Mob davon abgehalten.

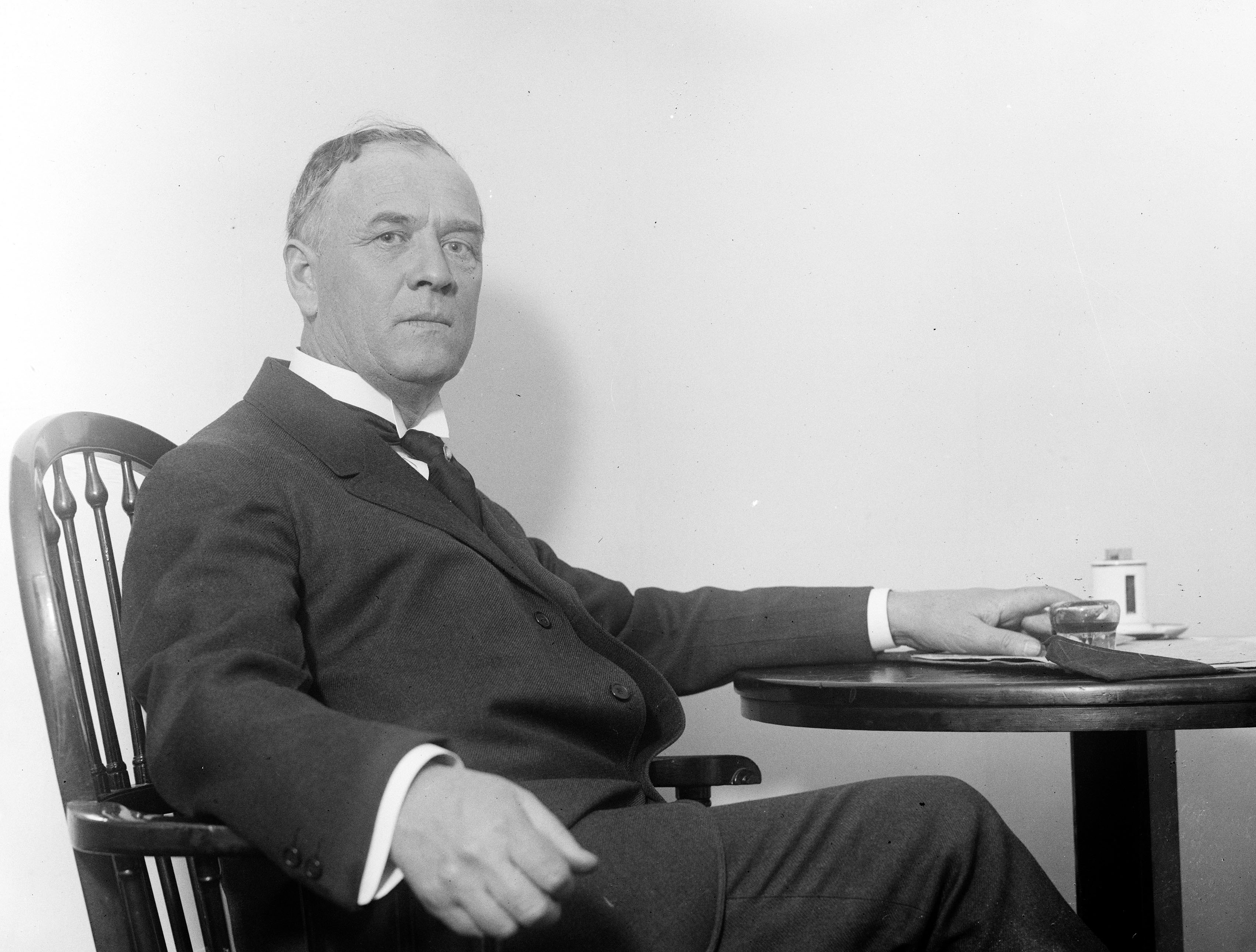
Gouverneur James B. A. Robertson (1920)

Noch vor diesem Gewaltausbruch war Generaladjutant Charles F. Barrett, der Kommandant der Nationalgarde Oklahomas, über die sich zuspitzende Lage in Tulsa durch Major Byron Kirkpatrick informiert worden. Nach Rücksprache mit Gouverneur James B. A. Robertson entschied er sich für die Mobilmachung der Nationalgarde und befahl ihr, die Stadtverwaltung in Tulsa zu unterstützen. Da die Behörden dort mit der Lage zufrieden waren und keine diesbezügliche Anfrage tätigten, ergriff Robertson die Initiative und forderte Kirkpatrick kurz nach Mitternacht auf, ihn in einem Telegramm darum zu ersuchen, die Nationalgarde in Tulsa einrücken zu lassen. Da Kirkpatrick für diese offizielle Anfrage die Unterschrift von McCullough benötigte, der sich mit Rowland im Courthouse verbarrikadiert hatte, dauerte die Vervollständigung des Telegramms bis 3:00 Uhr morgens. Die tatsächliche Mobilmachung der Nationalgarde in Tulsa erfolgte schließlich kurz vor 11:00 Uhr morgens. McCullough ernannte unterdessen in der Nacht bis zu 250 Hilfssheriffs und forderte sie auf, sich zu bewaffnen. Diejenigen, welche zuhause keine Schusswaffen hatten, erhielten welche, die zuvor in Geschäften in Tulsa konfisziert worden waren. Sie erhielten den Auftrag, die gesamte afroamerikanische Bevölkerung Tulsas zu entwaffnen und in Polizeigewahrsam zu nehmen. Viele von ihnen waren an der späteren Erstürmung und Zerstörung Greenwoods beteiligt.

### Zerstörung von Greenwood
Unterdessen hatte der weiße Mob nach der Schießerei am Courthouse begonnen, sich bis 1:00 Uhr morgens zu bewaffnen, während andere weiterhin die Stellung vor dem Courthouse hielten. Um diese Zeit brach an der Ecke Archer Street und Boston Avenue, die am Rand des afroamerikanischen Stadtviertels Greenwood lagen, das erste Feuer aus. Als die Feuerwehr eintraf, wurde sie von einer Menge von ungefähr 500 Menschen davon abgehalten, den Brand zu löschen, und zum Rückzug gezwungen. Etwa zur gleichen Zeit drangen Banden bewaffneter Weißer in Greenwood ein und wurden von den Bewohnern mit Handfeuerwaffen bekämpft. Die intensivsten Gefechte erfolgten an der St. Louis – San Francisco Railway, die den schwarzen vom weißen Stadtteil trennte. Am Bahnhof konnten einige Polizisten und bewaffnete Bewohner den weißen Mob bis 6:00 Uhr morgens aufhalten, dann mussten sie ihre Verteidigungsstellung aufgeben. Der weiße Mob drang in Greenwood ein und begann den Stadtbezirk von Süden her, wo sich unter anderem das Geschäftsviertel befand, in Brand zu setzen und zu plündern. Die Kämpfe setzten sich dort fort, aber wegen ihrer Unterzahl hatten die Verteidiger dem Lynchmob wenig entgegenzusetzen, während die Polizei überwiegend damit beschäftigt war, bewaffnete Afroamerikaner zu entwaffnen und festzusetzen. Bereits kurz vor dem Durchbruch am Bahnhof waren in der Greenwood Avenue ein Hotel und eine Schule in Brand gesetzt worden. In den nächsten Stunden arbeitete sich der Mob feuerlegend durch ganz Greenwood und verschonte auch nicht die erst zwei Monate vorher fertiggestellte Mount Zion Baptist Church. Bei der Erstürmung der Kirche, deren Turm von den Bewohnern als fern wirkende Verteidigungsstellung genutzt wurde, kam ein Maschinengewehr zum Einsatz, wobei mehrere Schwarze getötet wurden. Danach wurde die Kirche niedergebrannt und bis auf wenige Überreste zerstört.

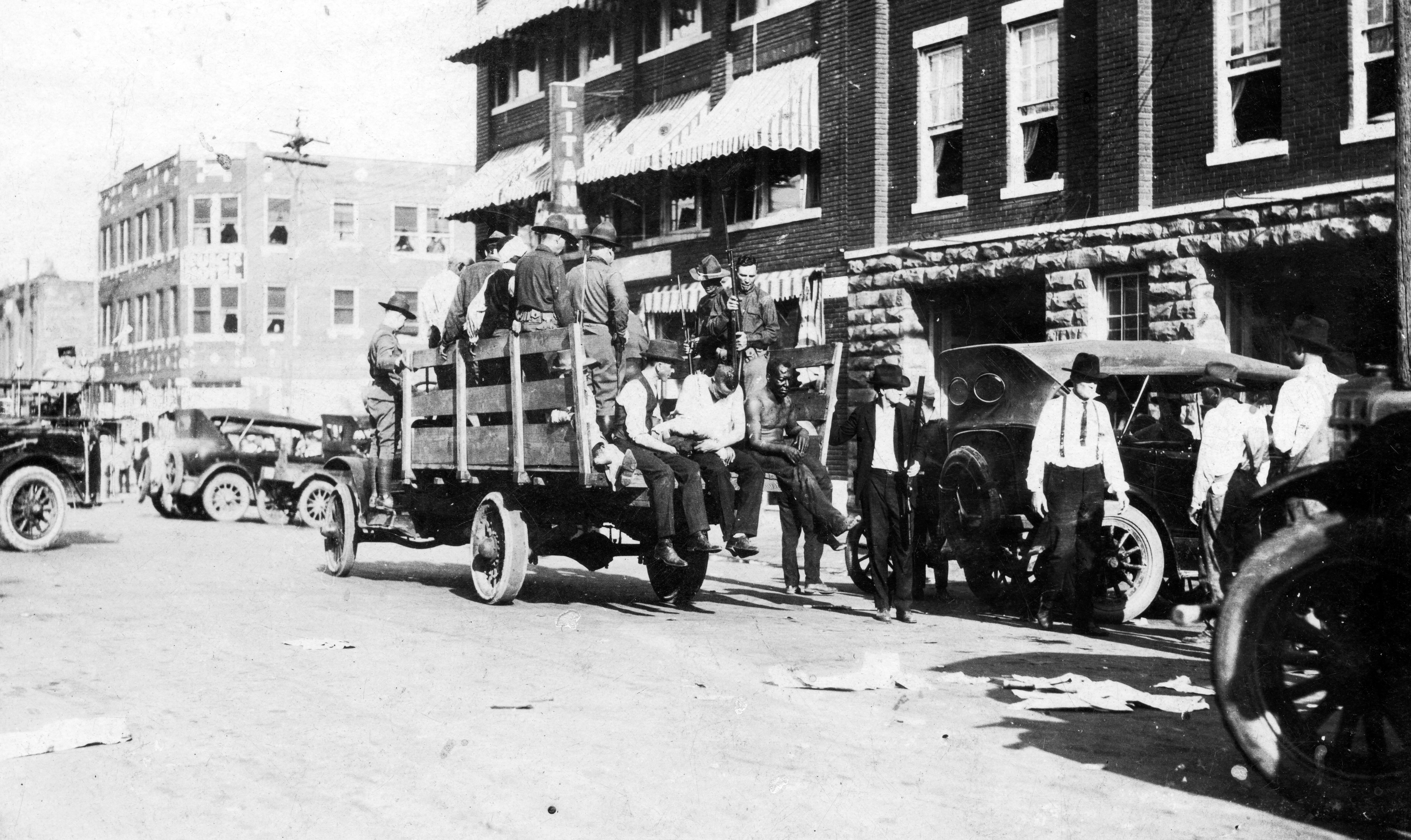
Nationalgardisten beim Abtransport von Verwundeten am Morgen des 1. Juni

Der Zug des Lynchmobs durch Greenwood war von zahlreichen Tötungsdelikten begleitet, denen auch Weiße zum Opfer fielen, die in der Dunkelheit irrtümlich für Afroamerikaner gehalten wurden. Selbst nach 9:00 Uhr, als der Flächenbrand bereits eingesetzt hatte, bewegten sich weiterhin weiße Randalierer durch Greenwood. Die Polizei, in der Nacht ernannte Hilfssheriffs und Nationalgardisten nahmen Schwarze fest und brachten sie in drei provisorische Internierungslager, wodurch Greenwood noch schutzloser wurde. Der Mob erreichte unterdessen die Wohnbezirke von Greenwood und setzte kurz nach 9:30 Uhr die Brandstiftungen in der wohlhabenderen Wohngegend an der North Detroit Avenue fort. Obwohl dort der weiße Leiter der Sequoyah-Schule die Polizei um Hilfe anrief, traf diese nie ein. Rowland selbst war von McCullough um 8:00 Uhr aus der Stadt in Sicherheit gebracht worden. Über das weitere Schicksal von Rowland und Page, deren Begegnung das auslösende Moment des Massakers war, ist nichts bekannt.

### Eintreffen der Nationalgarde und Ende der Ausschreitungen
Gegen 9:15 Uhr trafen die Nationalgardisten aus Oklahoma City unter Führung von Generaladjutant Charles F. Barrett in Tulsa ein. Zu dieser Zeit waren die Schießereien bereits abgeebbt und der Großteil Greenwoods stand in Flammen, während einige Weiße die angrenzenden Stadtteile auf der Suche nach afroamerikanischen Hausangestellten durchkämmten. Nach ihrer Ankunft bezogen die Nationalgardisten das Courthouse als ihr Hauptquartier und nahmen dort ein Frühstück ein. Barrett kontaktierte telefonisch den Gouverneur und erreichte von diesem um 11:29 Uhr die Verkündung des Ausnahmezustands. Danach unterstützten die Nationalgardisten die Feuerwehr bei der Brandbekämpfung, richteten im Arsenal sowie einem Wohnheim provisorische Lazarette zur Versorgung der vielen Verwundeten ein, verhafteten alle Afroamerikaner, die sie noch antrafen, und übernahmen diejenigen, die von Hilfssheriffs und anderen Weißen interniert worden waren. Von Bürgermeister T. D. Evans erreichte Barrett die Amtsenthebung aller in der Nacht zuvor ernannten Hilfssheriffs, von denen er einige für Anführer des Lynchmobs hielt. Weiße wurden zwar durch die Nationalgardisten entwaffnet, aber anders als die Afroamerikaner nicht interniert, sondern mit Ausnahme von 65 Personen, die festgesetzt wurden, nach Hause geschickt. Laut Alfred L. Brophy erschossen die Nationalgardisten auch einige der weißen Randalierer.
Über den Einsatz von Flugzeugen während des Massakers widersprechen sich die Berichte, aber laut der Zeitung The Chicago Defender und Aussagen von Augenzeugen, die in der Tulsa Race Riot Commission zitiert wurden, warfen Flugzeuge mit Terpentin oder Kerosin getränkte Brandsätze über Greenwood ab. Gesichert ist, dass nach den Unruhen im nordöstlichen Oklahoma jede größere schwarze Gemeinde von der Luft aus auf ungewöhnliche Aktivitäten überwacht wurde, da die Weißen Tulsas Vergeltungsaktionen befürchteten.
Nach Beginn des Ausnahmezustands endeten die Ausschreitungen weitgehend. Das Massaker von Tulsa, das etwas weniger als 24 Stunden angedauert hatte, war einer der verheerendsten Gewaltausbrüche dieser Art in den Vereinigten Staaten des 20. Jahrhunderts und der amerikanischen Geschichte insgesamt. Während die Weißen am 1. Juni in ihre Häuser zurückkehren konnten, waren die meisten afroamerikanischen Bewohner Tulsas, über 6000, noch in der Nacht zum 2. Juni inhaftiert. Viele andere waren aus Tulsa geflohen, über 1000 Wohn- und Geschäftshäuser in Greenwood waren abgebrannt. Die Zerstörungen erstreckten sich über 35 Straßenblocks.

### Einschätzungen zur Opferzahl und Sachschäden
Die Schätzungen der Opferzahl variieren stark. Die Tulsa Tribune und die New York Times berichteten unmittelbar nach den Ausschreitungen erst von 175 beziehungsweise 77 Toten, die große Mehrheit davon Afroamerikaner. In den folgenden Tagen korrigierten sie die Opferzahl auf 31 beziehungsweise 33. Ellsworth geht aufgrund der großen Anzahl an Verwundeten davon aus, dass die Opferzahl tatsächlich eher im oberen Bereich liegt. Das Amerikanische Rote Kreuz berichtete von 531 Erstversorgungen und 163 Operationen in der ersten Woche nach den Unruhen und schätzte die Anzahl der Toten auf an die 300. Unmittelbar nach Ende der Ausschreitungen wurden in einer Schule in Greenwood, die die Ausschreitungen überstanden hatte, vier große Krankenhausabteilungen eingerichtet. Ein weiteres Problem bei der Schätzung der Opferzahl ist die Tatsache, dass Generaladjutant Barrett in der Zeit nach dem Massaker alle Begräbnisse im Stadtgebiet verboten hatte, um die Lage zu beruhigen und die Kirchen weiterhin für die obdachlos gewordene Bevölkerung nutzen zu können. Bis heute ist nicht geklärt, wo die Opfer beerdigt worden sind. Ein Bericht des Bundesstaats Oklahoma zu dem Massaker von Tulsa, der Anfang der 2000er Jahre erstellt wurde, schätzt die Zahl der Toten auf bis zu 300 und die der obdachlos gewordenen Bürger auf 8000.
Die Höhe der Sachschäden ist schwer fassbar. Die geläufigste Einschätzung dazu war die der städtischen Immobilienbörse, die die Sachschäden auf 1,5 Millionen US-Dollar bezifferte, wovon 500.000 US-Dollar auf das schwarze Geschäftsviertel entfielen und 750.000 US-Dollar auf privates Eigentum. Allerdings hatte die Immobilienbörse vor den Unruhen vorübergehend Pläne der Stadt genehmigt, Teile Greenwoods abzureißen, um dort einen neuen Bahnhof zu errichten. Das Rote Kreuz berichtete von 1115 zerstörten und 314 ausgeplünderten Wohnhäusern. Ferner hatten laut ihrer Dokumentation innerhalb der ersten Woche nach dem Massaker 5366 Personen angegeben, mehr oder minder von den Ausschreitungen in Mitleidenschaft gezogen worden zu sein. Bis zum 6. Juni 1922 gingen bei der zuständigen städtischen Kommission Klagen auf Schadensersatz ein, die sich auf 1,8 Millionen US-Dollar (das entspricht 2018 inflationsbereinigt etwa 24 Millionen Dollar) summierten und sämtlich abgewiesen wurden.

## Nachwirkung

### Internierungslager
In den Tagen nach den Unruhen war knapp die Hälfte der afroamerikanischen Tulsaner interniert, während nach Schätzungen des Roten Kreuzes 715 schwarze Familien Tulsa verließen und später zurückkehrten. Am 2. Juni wurden alle Internierten, deren Gesamtzahl sich auf über 4000 belief, auf dem Messegelände Tulsas konzentriert, wo sie weiterhin unter bewaffneter Bewachung standen und als Unterkünfte Viehpferche zugewiesen bekamen. Freigelassen wurden anfangs nur diejenigen, die einen weißen Arbeitgeber hatten, der sich für sie verbürgte. Am 7. Juni waren noch 450 Personen interniert und am 15. Juni schließlich alle in Freiheit. Für mehrere Wochen nach dem Massaker war es Afroamerikanern verboten, Schusswaffen zu besitzen oder käuflich zu erwerben.

### Unmittelbare mediale und rechtliche Verarbeitung
Im Juli 1921 kam es zu einem Gerichtsverfahren gegen Polizeichef Gustafson wegen Amtspflichtverletzung, wobei einer der Zeugen Polizisten und Hilfssheriffs mit Brandstiftung und Totschlag in Verbindung brachte. Gustafson, der bereits nach den Unruhen beurlaubt worden war, wurde schuldig gesprochen und kehrte niemals in sein Amt zurück. Der afroamerikanische Bauträger J. B. Stradford aus Tulsa strengte im September 1921 einen Prozess gegen die American Central Insurance Company in Chicago an, bei dem McCullough aussagte. Dieser berichtete von der Mordlust vieler weißer Tulsaner, die er am Morgen des 1. Juni beobachtet habe. Die Bewohner Greenwoods und afroamerikanische Zeitungen warfen dem Polizeichef, dem Bürgermeister und anderen Offiziellen vor, dass der Angriff auf Greenwood auf ihre Planungen zurückginge. Der Chicago Defender ließ im Oktober 1921 einen ehemaligen Polizisten Tulsas zu Wort kommen, der von einem Treffen lokaler Flugzeugführer mit der Stadtverwaltung in der Nacht des Massakers berichtete. Bei diesem Anlass sei beschlossen worden, die Gebäude Greenwoods von der Luft aus mit Dynamit in Brand zu stecken.
Die Stadt richtete eine Grand Jury ein, die Ablauf und Ursachen des Massakers untersuchte. Das bereits im Vorhinein feststehende Urteil der Jury konstatierte, dass für das Ereignis übertriebene Vorstellungen von Gleichberechtigung seitens der afroamerikanischen Tulsaner verantwortlich seien, während die weiße Bevölkerung freigesprochen wurde. Der Bürgermeister trat für eine stärkere räumliche Segregation ein, die die schwarzen Wohn- und Geschäftsviertel außerhalb Tulsas verlagerte. Greenwood wollte er in einen Industriestandort umwandeln, wobei ihm zugutekam, dass nach den Unruhen viele Afroamerikaner Tulsa für immer den Rücken kehrten. Die Stadt verabschiedete daher schnell neue Brandschutzbestimmungen, die den Wiederaufbau erheblich verteuerten oder stellenweise untersagten, jedoch Ende August 1921 von Gerichten wieder aufgehoben wurden, da sie gegen die Rechte der Eigentümer verstießen. Während den Winter 1921/22 über noch knapp tausend Bewohner in Zelten nächtigen mussten, waren bis zum Sommer 1922 alle in einfachen Holzhütten untergebracht und erste Backsteinbauten säumten wieder die Greenwood Avenue. Die letzten der sämtlich erfolglos verlaufenen Klagen auf Schadensersatz wurden in den frühen 1930er Jahren eingestellt. Danach gerieten das Massaker abseits der persönlichen Erinnerungen der Betroffenen allmählich in Vergessenheit, bis im Jahr 1997 der Kongress von Oklahoma die Tulsa Race Riot Commission einrichtete.

### Tulsa Race Riot Commission
Diese Tulsa Race Riot Commission ging auf das Engagement von Don Ross zurück, der Verwandte unter den überlebenden Opfern hatte und ein Abgeordneter im Repräsentantenhaus von Oklahoma war. Nach dem Bombenanschlag auf das Murrah Federal Building in Oklahoma City im Jahr 1995 wollte er der Bevölkerung die Unruhen von 1921 wieder als früheren Terror ins Gedächtnis rufen und brachte einen Gesetzesvorschlag zur Einrichtung der Tulsa Race Riot Commission in den Kongress ein. Die elfköpfige Kommission setzte sich aus überlebenden Opfern, Bürgern Tulsas, Gemeindevorstehern sowie Kongressabgeordneten zusammen und nahm ihre Arbeit im Jahr 1997 auf. Die Kommissionsleitung hatte der Historiker Scott Ellsworth inne, der seit dem Buch Death in a Promised Land (1982) als Experte für das Massaker von Tulsa galt. Der Auftrag der Tulsa Race Riot Commission war es, das damalige Ereignis zu untersuchen, versteckte Massengräber aufzufinden und Vorschläge für Entschädigungen zu erarbeiten. Konkret wurde nach fehlenden Gerichtsunterlagen und Zeitungsberichten gesucht, der Frage nachgegangen, was tatsächlich zwischen Rowland und Page vorgefallen war und wie ihr weiteres Schicksal verlaufen war, und die Rolle von Nationalgarde und Polizei bei den Unruhen näher beleuchtet. Des Weiteren sollte geklärt werden, ob es Angriffe durch Flugzeuge auf Greenwood gegeben hatte und wie hoch die Opferzahl tatsächlich gewesen war. Zur Unterstützung ihrer Arbeit warb die Kommission Freiwillige in Tulsa und in der nationalen Wissenschaftsgemeinde an. Die Historiker der Kommission ordneten unter anderem das Massaker in den größeren zeitgeschichtlichen Kontext rassistischer Gewalt im Südwesten der Vereinigten Staaten ein, hoben die Rolle des Roten Kreuzes bei Versorgung sowie Wiederaufbau hervor und gingen auf die Verantwortung der Stadtverwaltung für die Unruhen ein. Im Jahr 1999 erreichte die Arbeit der Kommission landesweite Beachtung und fand Eingang in die Berichterstattung von New York Times und Associated Press.
In der Kommission bildeten sich hinsichtlich der Reparationsfrage ab 1999 verstärkt drei Fraktionen: eine Gruppe sprach sich mit Nachdruck für Entschädigungszahlungen an die Überlebenden aus, eine zweite „Versöhnungsfraktion“ für symbolische Ausgleichsleistungen in Form eines Museums oder Stipendien für schwarze Tulsaner und eine dritte Gruppe, die wahrscheinlich nur aus einem Senator von Oklahoma bestand, lehnte jede Wiedergutmachung ab. Am Ende ihres Wirkens hatte die Kommission zum einen viele Fragen zu dem Massaker beantworten können, darunter die nach der Verantwortung der Stadtregierung, zum anderen blieben wichtige Aspekte wie zum Beispiel die Opferzahl ungeklärt. Ab Februar 2001 wurden die Ergebnisse und Vorschläge der Kommission, die in einem gewissen Umfang Entschädigungszahlungen empfahl, vom Kongress von Oklahoma diskutiert. Dieser fürchtete die rechtlichen Folgen von Reparationen, folgte der Linie der „Versöhnungsfraktion“ und verabschiedete ein Gesetz, das die Unruhen von Tulsa thematisierte und Orden für die überlebenden Opfer schuf. Außerdem führte er Stipendien für schwarze Schüler in Tulsa ein, um ihnen einen Collegebesuch zu ermöglichen, und stiftete Land für einen Museumsbau zu dem Massaker. Charles Ogletree, Professor an der Harvard Law School, und andere reichten im Februar 2003 eine zivilrechtliche Klage zugunsten der Opfer ein, die letztendlich erfolglos blieb, da der Oberste Gerichtshof der Vereinigten Staaten eine Anhörung ablehnte.

### Klage gegen die Stadt Tulsa und Suche nach den Massengräbern
Im Spätsommer 2020 erhob eine Gruppe von überlebenden Schwarzen und Nachkommen der Opfer Anklage gegen die Stadt Tulsa. Sie forderten Entschädigung für das Massaker und die damit verbundenen Langzeitfolgen. Unter den sieben Beschuldigten, die die Klageschrift anführt, befinden sich der Sheriff des Countys, die städtische Handelskammer und die Nationalgarde Oklahomas. Die Führerin der Klägerpartei ist die 105-jährige Lessie Benningfield Randle, die Augenzeugin des Massakers war.
Im Oktober 2019 begannen Anthropologen mit der Untersuchung eines städtischen Friedhofs, des Oaklawn Cemetery, der nur wenige Blocks entfernt von Greenwood liegt. 20 Jahre zuvor waren Forscher hier auf strukturelle Anomalien gestoßen, die auf ein Massengrab hindeuten, in dem Opfer des Massakers bestattet liegen. Im Oktober stießen die Forscher in einem Teil des Friedhofs auf ein Massengrab mit den Überresten von zwölf Menschen. Nach einer Unterbrechung setzten sie ihre Arbeit im Juni 2021 fort und fanden an der Stelle Hinweise auf 15 weitere Särge, die möglicherweise mit dem Massaker von 1921 in Verbindung stehen. Die verantwortliche Archäologin Kary Stackelbeck schloss auf einer Pressekonferenz am 8. Juni 2021 nicht aus, dass es sich um Tote im Zuge der Spanischen Grippe von 1918/1919 handeln könnte. Allerdings existieren Zeitzeugenberichte, die diese Stelle als eine Grabstätte für die Opfer des Massakers identifizieren.

### Gedenken und weitere Aufarbeitung

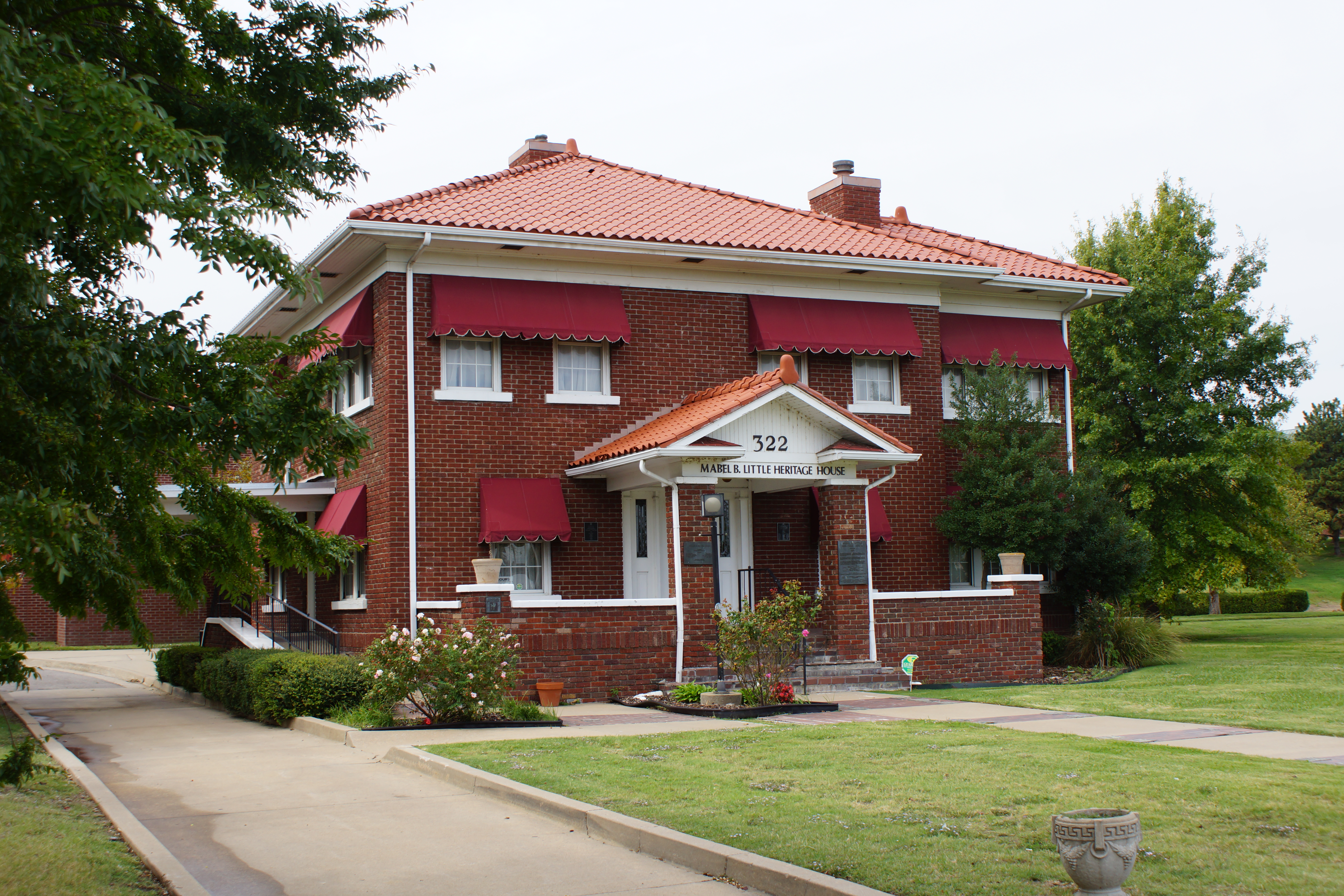
Kulturzentrum Greenwood (2012)

In den 1980er Jahren wurde in Greenwood ein Kulturzentrum eingerichtet. Dieses hat als einen Schwerpunkt, über das Massaker von 1921 zu informieren. Am 17. November 2008 fand der Spatenstich zum John Hope Franklin Reconciliation Park statt, der als Gedenkstätte an die Unruhen in Tulsa erinnert. Während der Zeremonie war der Namensgeber, der afroamerikanische Historiker John Hope Franklin, anwesend.
Während der Präsidentschaftswahl 2020 wurde Amtsinhaber Donald Trump dafür kritisiert, dass er seine erste öffentliche Wahlkampfveranstaltung für Ende Juni in Tulsa plante und als Datum den Juneteenth-Gedenktag wählte. Daraufhin wurde die Veranstaltung auf den Folgetag (20. Juni) verschoben.
Um das Gedenken an den 100. Jahrestag des Massakers vorzubereiten, richtete die Oklahoma Legislature eine entsprechende Experten-Kommission ein (1921 Tulsa Race Massacre Centennial Commission). Diese schloss am 14. Mai 2021 Oklahomas Gouverneur Kevin Stitt aus ihren Reihen aus, weil dieser einige Tage zuvor ein neues Schulgesetz unterzeichnet hatte, nach dem bestimmte Lerninhalte über die Beziehungen zwischen den Races und Ethnien vom Unterricht auszuschließen seien. Die Kommission sah in dieser Blockade der Critical Race Theory („Kritische Rassen-Theorie“) einen Versuch des Republikaners Stitt, im Geschichtsunterricht Aufklärung über das Massaker von Tulsa und andere rassistische Ereignisse in Oklahoma zu unterdrücken. Einige Mitglieder verurteilten Stitts Verhalten als Anbiederung an geschichtsrevisionistische Konservative, deren Ziele konträr zu denen der Kommission seien.
Am 1. Juni 2021, dem 100. Jahrestag des Massakers, nahm Präsident Joe Biden als erster US-Präsident an einer Gedenkfeier in Tulsa teil. Er hielt im Kulturzentrum von Greenwood eine Rede und betonte, das Ereignis sei keine „Unruhe“ gewesen, sondern ein „Massaker“. Er versprach, dass die ehemals verschwiegenen Ereignisse der Öffentlichkeit vollständig bekannt gemacht werden sollten. Zuvor hatte er sich mit 101- bis 107-jährigen Überlebenden des Massakers getroffen.
Im September 2024 initiierte das Justizministerium der Vereinigten Staaten eine Untersuchung des Massakers durch Bundesagenten einer Spezialabteilung für Cold-Case-Ermittlungen. Anfang Januar 2025 veröffentlichte das Ministerium die Ergebnisse im Rahmen eines 123-seitigen Berichts. Das Ermittlerteam kam zu dem Schluss, dass das Massaker nicht von einem unkontrollierten Mob spontan verübt worden sei, sondern dass es sich um eine „koordinierte Attacke militärischen Stils“ gehandelt habe. Die Untersuchung korrigierte außerdem eine hausinterne Analyse von 1921, die eine Verantwortung des Massakers durch afroamerikanische Männer nahegelegt hatte. Ferner detaillierte der Bericht die Schäden und Folgen des Massakers.

### Rezeption in der Popkultur
- Graham Nash veröffentlichte 2002 auf seinem Album Songs For Survivors das Stück Dirty Little Secret, das eine Auseinandersetzung mit dem Massaker darstellt.
- In Bob Dylans Song Murder Most Foul aus dem Album Rough And Rowdy Ways (2020) heißt es: „…Play tragedy, play ‚Twilight Time‘ / Take me back to Tulsa to the scene of the crime…“
- In der Serie Watchmen beginnt die Geschichte mit dem Massaker von Tulsa, das auch im weiteren Geschehen eine große Rolle spielt.
- In der Serie Lovecraft Country, die in den 1950er Jahren spielt, hat eine der Hauptfiguren das Massaker als Kind miterlebt. In einer Episode reisen die Protagonisten in der Zeit zurück und erleben das Massaker erneut.

## Filme
- Hate Crimes in the Heartland. Vereinigte Staaten 2014, 52-minütiger Dokumentarfilm von Rachel Lyon.
- Uncovering the Greenwood Massacre – Greenwood, 1921: One of the worst race massacres in American history. 12-minütiger Filmbeitrag auf Columbia Broadcasting System (CBS) am 14. Juni 2020.[53]